# 英国电信业
英國的通訊業最初由國營的英國皇家郵政電訊分部壟斷，另外收音機和電視廣播則由英國廣播公司和受獨立廣播管理局（IBA）監管的電視台專營──兩所機構直接擁有和控制全英國的廣播，全國的電視發射站亦為兩間機構擁有。
1981年，墨丘利通訊公司成立，打破了國營機構的壟斷。隨後英國皇家郵政的電訊部分拆為英國電信，並於1984年民營化。電視發射站則於1990年代逐漸由私營企業接管。
英國的通訊法規隨不同時代的需求而轉變。現時一所獨立的公營機構英國通訊辦公室（Ofcom）負責監管全英國的通訊公司或機構。